# Feralpisalò 2015-2016
Questa voce raccoglie le informazioni riguardanti la Feralpisalò nelle competizioni ufficiali della stagione 2015-2016.

## Stagione
Nella stagione 2015-2016 per la quinta stagione consecutiva i Leoni del Garda disputano il terzo livello del campionato italiano, in quella che è la settima stagione disputata dal club verdazzurro nel calcio professionistico italiano. La Feralpisalò allenata da Michele Serena debutta in Coppa Italia nel primo turno eliminatorio, battendo l'Alma Juventus Fano (5-1) e qualificandosi al secondo turno contro il Crotone, dove viene sconfitta (1-0) ed eliminata. In Coppa Italia Lega Pro, la squadra viene eliminata ai sedicesimi di finale dalla Cremonese. In campionato la squadra salodiana parte bene, ma arrivano anche alcune battute d'arresto, a fine ottobre dopo il (2-4) contro il Renate, viene rimosso il tecnico, che viene sostituito con Aimo Diana, con lui termina il girone d'andata al 5º posto in zona play-off con 28 punti, concludendo poi il torneo all'8º posto con 50 punti, a sette punti dai playoff.

## Divise e sponsor
Lo sponsor tecnico per la stagione 2015-2016 è Erreà, mentre gli sponsor ufficiali sono Feralpi Siderurgica e Fonte Tavina.
| Casa | Trasferta | Terza Divisa |

## Rosa
Rosa tratta dal sito ufficiale del FeralpiSalò
| N. |                     | Ruolo | Calciatore                  |
| -- | ------------------- | ----- | --------------------------- |
|    | Italia (bandiera)   | P     | Nicholas Caglioni           |
|    | Italia (bandiera)   | P     | Andrea Bavena               |
|    | Italia (bandiera)   | P     | Francesco Proietti Gaffi    |
|    | Italia (bandiera)   | D     | Nicholas Allievi            |
|    | Italia (bandiera)   | D     | Nazzareno Belfasti          |
|    | Italia (bandiera)   | D     | Mattia Broli                |
|    | Italia (bandiera)   | D     | Davide Bertolucci           |
|    | Italia (bandiera)   | D     | Fabrizio Carboni            |
|    | Slovenia (bandiera) | D     | Roberto Codromaz            |
|    | Italia (bandiera)   | D     | Omar Leonarduzzi (capitano) |
|    | Italia (bandiera)   | D     | Pietro Maria Pizza          |
|    | Italia (bandiera)   | D     | Alessandro Ranellucci       |
|    | Italia (bandiera)   | D     | Riccardo Tantardini         |

| N. |                   | Ruolo | Calciatore          |
| -- | ----------------- | ----- | ------------------- |
|    | Italia (bandiera) | C     | Vittorio Fabris     |
|    | Italia (bandiera) | C     | Federico Maracchi   |
|    | Italia (bandiera) | C     | Alex Pinardi        |
|    | Italia (bandiera) | C     | Nicolò Ragnoli      |
|    | Italia (bandiera) | C     | Andrea Settembrini  |
|    | Italia (bandiera) | C     | Andrea Bracaletti   |
|    | Italia (bandiera) | A     | Giuseppe Greco      |
|    | Italia (bandiera) | A     | Simone Guerra       |
|    | Italia (bandiera) | A     | Niccolò Romero      |
|    | Italia (bandiera) | A     | Jason Amponsah      |
|    | Italia (bandiera) | A     | Gabriele Zerbo      |
|    | Italia (bandiera) | A     | Christian Cesaretti |
|    | Italia (bandiera) | A     | Loris Tortori       |

## Calciomercato

### Sessione estiva (dall'1/7 al 2/9)
| Acquisti         | Acquisti           | Acquisti    | Acquisti   |
| R.               | Nome               | da          | Modalità   |
| ---------------- | ------------------ | ----------- | ---------- |
| D                | Nicholas Allievi   | AlbinoLeffe | Definitivo |
| A                | Giuseppe Greco     | Venezia     | Definitivo |
| C                | Federico Maracchi  | Pordenone   | Definitivo |
| C                | Andrea Settembrini | Pontedera   | Definitivo |
| Altre operazioni |                    |             |            |

| Cessioni         | Cessioni            | Cessioni        | Cessioni      |
| R.               | Nome                | a               | Modalità      |
| ---------------- | ------------------- | --------------- | ------------- |
| D                | Nazzareno Belfasti  | Pro Vercelli    | Fine Prestito |
| P                | Paolo Branduani     | SPAL            | Definitivo    |
| C                | Michele Cavion      | Juventus        | Fine Prestito |
| D                | Roberto Codromaz    | Udinese         | Fine Prestito |
| A                | Marco Di Benedetto  | Virtus Lanciano | Definitivo    |
| A                | Francesco Galuppini | Lumezzane       | Definitivo    |
| A                | Alex Gulin          | Fiorentina      | Fine Prestito |
| C                | Antonio Palma       | Atalanta        | Fine Prestito |
| Altre operazioni |                     |                 |               |

### Sessione invernale (dal 04/01 all'1/02)
| Acquisti         | Acquisti            | Acquisti   | Acquisti   |
| R.               | Nome                | da         | Modalità   |
| ---------------- | ------------------- | ---------- | ---------- |
| A                | Christian Cesaretti | Pontedera  | Definitivo |
| D                | Davide Bertolucci   | svincolato | Definitivo |
| P                | Andrea Bavena       | svincolato | Definitivo |
| Altre operazioni |                     |            |            |

| Cessioni         | Cessioni                 | Cessioni          | Cessioni   |
| R.               | Nome                     | a                 | Modalità   |
| ---------------- | ------------------------ | ----------------- | ---------- |
| P                | Francesco Proietti Gaffi | Pontedera         | Definitivo |
| D                | Mattia Broli             | Trakai            | Definitivo |
| A                | Gabriele Zerbo           | Concordia Chiajna | Definitivo |
| A                | Giuseppe Greco           | Arezzo            | Definitivo |
| Altre operazioni |                          |                   |            |

## Risultati

### Lega Pro

#### Girone di andata
| Arbitro: | Guccini (Albano Laziale) |

|           |           |                       |
| Iunco 38’ | Marcatori | 52’ Guerra 70’ Romero |

| Arbitro: | Pelagatti (Livorno) |

|                |           |                            |
| Bracaletti 26’ | Marcatori | 37’ Germinale 63’ Iocolano |

| Arbitro: | De Tullio (Bari) |

|  |           |                                                             |
|  | Marcatori | 27’ Tortori 32’ (rig.), 79’ Greco 60’ Bracaletti 64’ Romero |

| Arbitro: | Schirru (Nichelino) |

|            |           |             |
| Romero 25’ | Marcatori | 43’ Fabiano |

| Arbitro: | Balice (Termoli) |

|  |           |                    |
|  | Marcatori | 90’ (rig.) Pinardi |

| Bolzano 10 ottobre 2015, ore 15.00 CEST 6ª giornata | Südtirol           | 0 – 0 referto | Feralpisalò | Stadio Druso (circa 1 300 spett.)\| Arbitro: \| Dionisi (L'Aquila) \| |
| Arbitro:                                            | Dionisi (L'Aquila) |               |             |                                                                       |

| Arbitro: | Paolini (Ascoli Piceno) |

|  |           |                                      |
|  | Marcatori | 1’ Mogos 10’ (Rig) Bruccini 24’ Arma |

| Piacenza 24 ottobre 2015, ore 20.30 CEST 8ª giornata | Pro Piacenza   | 0 – 0 referto | Feralpisalò | Stadio Leonardo Garilli (circa 300 spett.)\| Arbitro: \| Bertani (Pisa) \| |
| Arbitro:                                             | Bertani (Pisa) |               |             |                                                                            |

| Arbitro: | Cipriani (Empoli) |

|                     |           |                                            |
| Bracaletti 42’, 49’ | Marcatori | 22’ Di Gennaro 30’, 45’ Valotti 40’ Ekuban |

| Arbitro: | Curti (Milano) |

|               |           |                                                         |
| Checcucci 58’ | Marcatori | 30’, 32’ Maracchi 43’ Bracaletti 90’ Romero 90+3’ Greco |

| Arbitro: | Sozza (Seregno) |

|                             |           |               |
| Tortori 36’ Settembrini 82’ | Marcatori | 45+3’ Russini |

| Arbitro: | Provesi (Treviglio) |

|             |           |                           |
| Ruopolo 10’ | Marcatori | 72’ Bracaletti 82’ Romero |

| Arbitro: | Marchetti (Ostia Lido) |

|                        |           |                  |
| Allievi 51’ Romero 86’ | Marcatori | 41’ A. Filippini |

| Arbitro: | Spinelli (Terni) |

|  |           |                |
|  | Marcatori | 73’ M. Corradi |

| Arbitro: | Amoroso (Paola) |

|  |           |                           |
|  | Marcatori | 56’ Romero 68’ Bracaletti |

| Arbitro: | Balice (Termoli) |

|  |           |                       |
|  | Marcatori | 2’ Marotta 64’ Perico |

| Arbitro: | Baroni (Firenze) |

|                   |           |                        |
| Cesarini 36’, 75’ | Marcatori | 41’, 66’ (Rig) Tortori |

#### Girone di ritorno
| Arbitro: | Prontera (Bologna) |

|                                                   |           |  |
| Maracchi 16’ Bracaletti 26’ (Rig) Settembrini 49’ | Marcatori |  |

| Arbitro: | Mancini (Fermo) |

|            |           |                           |
| Fabbro 34’ | Marcatori | 23’ Guerra 78’ Tantardini |

| Arbitro: | Massimi (Termoli) |

|                        |           |  |
| Guerra 44’ Tortori 69’ | Marcatori |  |

| Arbitro: | Giua (Pisa) |

|                            |           |  |
| Corti 75’ Sparacello 90+3’ | Marcatori |  |

| Arbitro: | D'Apice (Arezzo) |

|                                          |           |                      |
| Tortori 19’ Maracchi 25’, 56’ Guerra 35’ | Marcatori | 9’, 81’ A. Brighenti |

| Arbitro: | Camplone (Pescara) |

|                |           |           |
| Bracaletti 21’ | Marcatori | 63’ Tulli |

| Arbitro: | Marinelli (Tivoli) |

|                          |           |  |
| Spanò 13’, 20’ Siega 23’ | Marcatori |  |

| Arbitro: | Proietti (Terni) |

|             |           |                  |
| Tortori 68’ | Marcatori | 90+1’ Alessandro |

| Arbitro: | Lacagnina (Caltanissetta) |

|                 |           |  |
| Pavan 78’ (Rig) | Marcatori |  |

| Arbitro: | Panarese (Lecce) |

|                                         |           |            |
| Romero 29’ Pinardi 58’ (Rig) Fabris 82’ | Marcatori | 19’ Soncin |

| Arbitro: | Meleleo (Casarano) |

|                    |           |                   |
| Bacio Terracino 5’ | Marcatori | 74’ (Rig) Pinardi |

| Arbitro: | Fiorini (Frosinone) |

|                   |           |  |
| Guerra 86’ (rig.) | Marcatori |  |

| Arbitro: | Piccinini (Forlì) |

|                                              |           |                 |
| Strizzolo 65’ Ingegneri 73’ A. Filippini 85’ | Marcatori | 43’, 78’ Guerra |

| Arbitro: | Paolini (Ascoli Piceno) |

|                   |           |  |
| M. Chinellato 82’ | Marcatori |  |

| Arbitro: | Pietropaolo (Modena) |

|                 |           |               |
| Lora 82’ (aut.) | Marcatori | 55’, 68’ Lora |

| Arbitro: | Guarino (Caltanissetta) |

|           |           |                |
| Bruno 17’ | Marcatori | 21’ Ranellucci |

| Arbitro: | Miele (Torino) |

|            |           |                               |
| Romero 80’ | Marcatori | 53’ Manconi 58’, 89’ Ferretti |

### Coppa Italia
| Arbitro: | Massimi (Termoli) |

|                                                |           |              |
| Guerra 18’, 42’, 62’ Maracchi 23’ Romero 90+3’ | Marcatori | 64’ Borrelli |

| Arbitro: | Illuzzi (Molfetta) |

|                |           |  |
| De Giorgio 45’ | Marcatori |  |

### Coppa Italia Lega Pro
| Arbitro: | Guarino (Caltanissetta) |

|                |           |                                          |
| Guerra 3’, 11’ | Marcatori | 27’ Magnaghi 33’ N'Diaye Djiby 38’ Zullo |

## Statistiche

### Statistiche di squadra
| Competizione          | Punti | In casa | In casa | In casa | In casa | In casa | In casa | In trasferta | In trasferta | In trasferta | In trasferta | In trasferta | In trasferta | Totale | Totale | Totale | Totale | Totale | Totale | DR  |
| Competizione          | Punti | G       | V       | N       | P       | Gf      | Gs      | G            | V            | N            | P            | Gf           | Gs           | G      | V      | N      | P      | Gf     | Gs     | DR  |
| --------------------- | ----- | ------- | ------- | ------- | ------- | ------- | ------- | ------------ | ------------ | ------------ | ------------ | ------------ | ------------ | ------ | ------ | ------ | ------ | ------ | ------ | --- |
| Lega Pro              | 50    | 17      | 7       | 3       | 7       | 25      | 25      | 17           | 7            | 5            | 5            | 25           | 18           | 34     | 14     | 8      | 13     | 50     | 43     | + 7 |
| Coppa Italia          |       | 1       | 1       | 0       | 0       | 5       | 1       | 1            | 0            | 0            | 1            | 0            | 1            | 2      | 1      | 0      | 1      | 5      | 2      | + 3 |
| Coppa Italia Lega Pro |       | 1       | 0       | 0       | 1       | 2       | 3       | 0            | 0            | 0            | 0            | 0            | 0            | 1      | 0      | 0      | 1      | 2      | 3      | - 1 |
| Totale                |       | 19      | 8       | 3       | 8       | 32      | 29      | 18           | 7            | 5            | 6            | 25           | 19           | 37     | 15     | 8      | 15     | 57     | 48     | + 9 |

### Andamento in campionato
| Giornata  | 1 | 2  | 3 | 4 | 5 | 6 | 7 | 8 | 9  | 10 | 11 | 12 | 13 | 14 | 15 | 16 | 17 | 18 | 19 | 20 | 21 | 22 | 23 | 24 | 25 | 26 | 27 | 28 | 29 | 30 | 31 | 32 | 33 | 34 |
| --------- | - | -- | - | - | - | - | - | - | -- | -- | -- | -- | -- | -- | -- | -- | -- | -- | -- | -- | -- | -- | -- | -- | -- | -- | -- | -- | -- | -- | -- | -- | -- | -- |
| Luogo     | T | C  | T | C | T | T | C | T | C  | T  | C  | T  | C  | C  | T  | C  | T  | C  | T  | C  | T  | C  | C  | T  | C  | T  | C  | T  | C  | T  | T  | C  | T  | C  |
| Risultato | V | P  | V | N | V | N | P | N | P  | V  | V  | V  | V  | P  | V  | P  | N  | V  | V  | V  | P  | V  | N  | P  | N  | P  | V  | N  | V  | P  | P  | P  | N  | P  |
| Posizione | 2 | 10 | 4 | 5 | 2 | 5 | 5 | 8 | 10 | 8  | 5  | 3  | 2  | 2  | 3  | 4  | 4  | 4  | 3  | 2  | 3  | 3  | 3  | 4  | 5  | 6  | 5  | 5  | 5  | 5  | 6  | 6  | 7  | 8  |

Fonte:  Lega Pro Girone A, su lega-pro.com.
Legenda:

Luogo: C = Casa; T = Trasferta. Risultato: V = Vittoria; N = Pareggio; P = Sconfitta.